# Новогорское
Новогорское — село в Граховском районе Удмуртии.
Административный центр Новогорского сельского поселения.

## Географическое положение
Село расположено в 18 км к востоку от районного центра села Грахово, на реке Кокшанке. С запада к селу примыкает сосновый лес, посаженный в XIX веке на средства купца Ушкова, взамен лесов вырубленных для нужд Бондюжского химического завода.

## История
Приход села Новогорское открыт по указу Священного Синода от 12 июня 1852 года, в том же году началось строительство деревянной церкви. Строительство закончено в 1853 году и 20 марта церковь освящена во имя Святого Пророка Илии. По итогам десятой ревизии в 1859 году в 21 дворе казённого села Новогорское при речке Кокшанке проживало 248 жителей. В результате пожара 10 июля 1860 года Ильинская церковь сгорела и в 1864 году произведена закладка каменного храма, строительство которого закончено в 1869 году. Приблизительно в 1910 году в составе Елабужского уезда образована Новогорская волость, административный центр которой располагался в селе Новогорском
В 1916 году волость входила во II стан уезда и включала 7 сельских обществ, 19 селений, 2908 дворов. В волости проживало 2810 жителей мужского пола и 2838 женского..
С 1920 года в селе размещался Новогорский сельсовет. В результате административно-территориальных реформ 1924 года Новогорская волость упразднена и её селения переданы Граховской волости, также проводится укрупнение сельсоветов и в составе Новогорского сельсовета, кроме села Новогорского, оказалось ещё 11 населённых пунктов.
18 мая 1945 года Ильинская церковь возвращена верующим, до недавнего времени она была единственным действующим храмом в районе.
В 2004 году Новогорский сельсовет был преобразован в Новогорское сельское поселение.

## Объекты социальной сферы
- МОУ «Новогорская средняя общеобразовательная школа» — 18 учителей и 95 учеников 2003 году[8]
- Новогорский филиал центральной библиотечной системы
- МДОУ Новогорский детский сад
- Новогорский сельский дом культуры

## Улицы
- Кавказская улица
- Молодёжная улица
- Набережная улица
- Новая улица
- Школьная улица